# Доња Дубрава (Загреб)
Доња Дубрава је градска четврт у самоуправном уређењу града Загреба.
Градска четврт је основана Статутом Града Загреба 14. децембра 1999. године, а у претходном уређењу је постојала општина Дубрава.
По подацима из 2001. године површина четврти је 10,82 km², а број становника 35.944.
Четврт обухвата део Дубраве јужно од Авеније Дубрава, у којем се налазе бројна полуурбана насеља, као што су Чулинец, Ретковец и Трнава.